# Véretz
Véretz est une commune française située dans le département d'Indre-et-Loire en région Centre-Val de Loire.
Le nom se prononce Vérette mais une prononciation répandue chez les nouveaux habitants est Véretss. Les habitants sont appelés les Véretzois et les Véretzoises. Les gentilés étaient auparavant nommés les Véretziens et les Véretziennes.

## Géographie

### Localisation et paysages
C'est un village au cœur de la Touraine, proche de Chenonceaux et d'Amboise. Il est situé sur le Cher, en amont de la ville de Tours (8 km).
| La Ville-aux-Dames | Montlouis-sur-Loire |               |
| Larçay             | Véretz              | Azay-sur-Cher |
|                    | Esvres              |               |

### Hydrographie

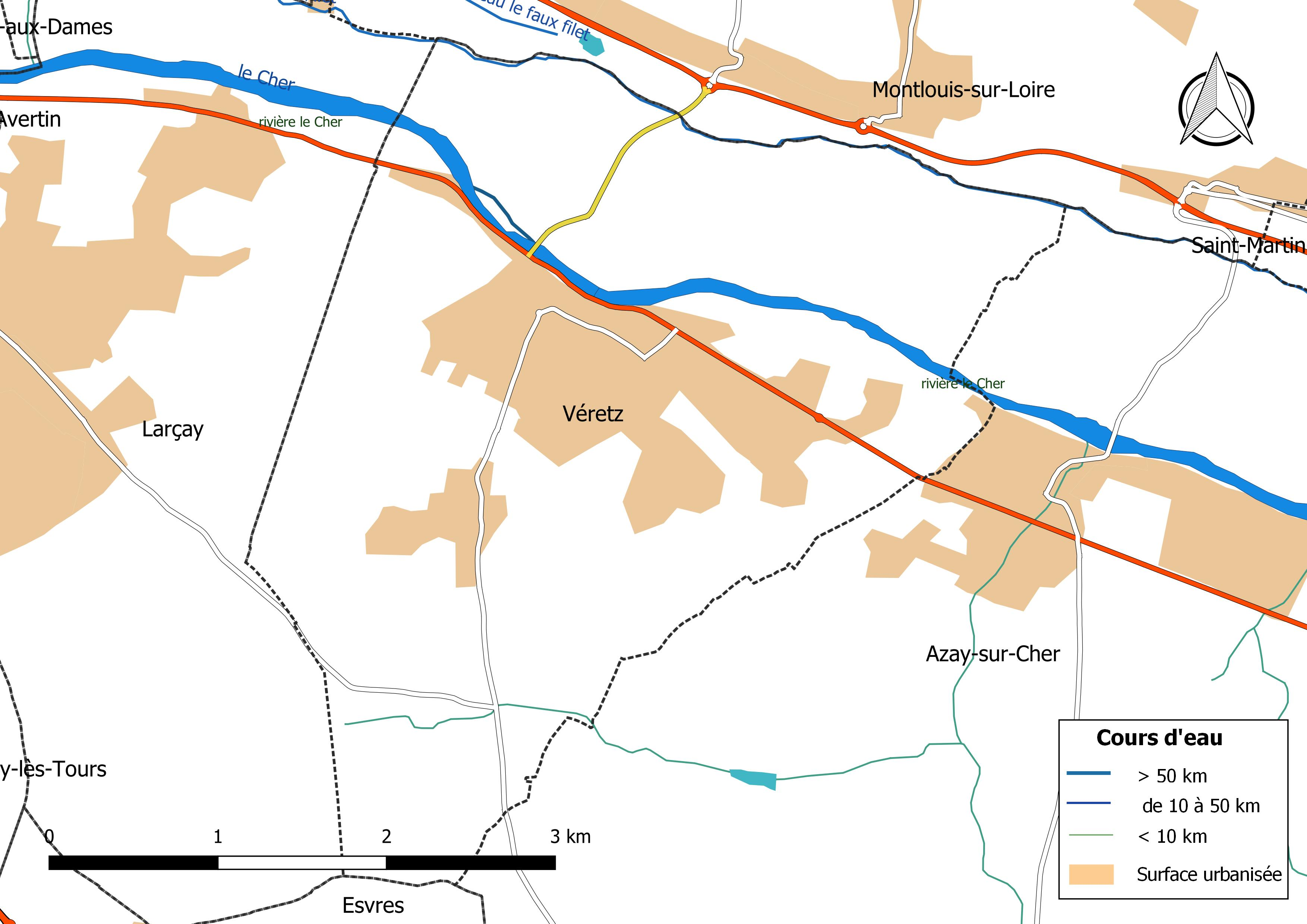
Réseau hydrographique de Véretz.

La commune est traversée d'est en ouest par le Cher (4,155 km) dans la partie nord de son territoire. Le réseau hydrographique communal, d'une longueur totale de 9,49 km, comprend un autre cours d'eau notable, le Filet (3,096 km), et deux petits cours d'eau pour certains temporaires,.
Le Cher, d'une longueur totale de 365,5 km, prend sa source à 714 mètres d'altitude à Mérinchal, dans la Creuse et se jette dans la Loire à Villandry, à 40 m d'altitude, après avoir traversé 117 communes. Le Cher présente des fluctuations saisonnières de débit assez marquées. Sur le plan de la prévision des crues, la commune est située dans le tronçon du Cher tourangeau, dont la station hydrométrique de référence la plus proche est située à  Tours [Pont Saint Sauveur]. Le débit mensuel moyen (calculé sur 53 ans pour cette station) varie de 25,8 m3/s au mois d'août à 192 m3/s au mois de février. Le débit instantané maximal observé sur cette station est de 1 000 m3/s le 24 mars 1988, la hauteur maximale relevée a été de 4,96 m le 5 juin 2016,.
Ce cours d'eau est classé dans les listes 1 et 2 au titre de l'article L. 214-17 du code de l'environnement sur le Bassin Loire-Bretagne. Au titre de la liste 1, aucune autorisation ou concession ne peut être accordée pour la construction de nouveaux ouvrages s'ils constituent un obstacle à la continuité écologique et le renouvellement de la concession ou de l'autorisation des ouvrages existants est subordonné à des prescriptions permettant de maintenir le très bon état écologique des eaux. Au titre de la liste 2, tout ouvrage doit être géré, entretenu et équipé selon des règles définies par l'autorité administrative, en concertation avec le propriétaire ou, à défaut, l'exploitant,.
Sur le plan piscicole, le Cher est classé en deuxième catégorie piscicole. Le groupe biologique dominant est constitué essentiellement de poissons blancs (cyprinidés) et de carnassiers (brochet, sandre et perche).
Le Filet, d'une longueur totale de 19,6 km, prend sa source dans la commune de Dierre et se jette dans le Cher à Tours, après avoir traversé 10 communes.
Ce cours d'eau est classé dans la liste 1 au titre de l'article L. 214-17 du code de l'environnement sur le Bassin Loire-Bretagne. Du fait de ce classement, aucune autorisation ou concession ne peut être accordée pour la construction de nouveaux ouvrages s'ils constituent un obstacle à la continuité écologique et le renouvellement de la concession ou de l'autorisation des ouvrages existants est subordonné à des prescriptions permettant de maintenir le très bon état écologique des eaux.
Sur le plan piscicole, le Filet est également classé en deuxième catégorie piscicole.
Deux zones humides ont été répertoriées sur la commune par la direction départementale des territoires (DDT) et le conseil départemental d'Indre-et-Loire : « le plan d'eau de Véretz » et « la vallée du Ruisseau du Filet »,.

### Climat
Pour des articles plus généraux, voir Climat du Centre-Val de Loire et Climat d'Indre-et-Loire.
En 2010, le climat de la commune est de type climat océanique dégradé des plaines du Centre et du Nord, selon une étude du CNRS s'appuyant sur une série de données couvrant la période 1971-2000. En 2020, Météo-France publie une typologie des climats de la France métropolitaine dans laquelle la commune est exposée à un climat océanique altéré et est dans la région climatique  Moyenne vallée de la Loire, caractérisée par une bonne insolation (1 850 h/an) et un été peu pluvieux. 
Pour la période 1971-2000, la température annuelle moyenne est de 11,1 °C, avec une amplitude thermique annuelle de 14,4 °C. Le cumul annuel moyen de précipitations est de 672 mm, avec 10,9 jours de précipitations en janvier et 6,5 jours en juillet. Pour la période 1991-2020, la température moyenne annuelle observée sur la station météorologique de Météo-France la plus proche, « Tours - Parcay-Meslay », sur la commune de Parçay-Meslay à 10 km à vol d'oiseau, est de 12,2 °C et le cumul annuel moyen de précipitations est de 677,8 mm,. Pour l'avenir, les paramètres climatiques de la commune estimés pour 2050 selon différents scénarios d'émission de gaz à effet de serre sont consultables sur un site dédié publié par Météo-France en novembre 2022.

## Urbanisme

### Typologie
Au 1er janvier 2024, Véretz est catégorisée petite ville, selon la nouvelle grille communale de densité à sept niveaux définie par l'Insee en 2022.
Elle appartient à l'unité urbaine de Véretz, une agglomération intra-départementale regroupant deux  communes, dont elle est ville-centre,,. Par ailleurs la commune fait partie de l'aire d'attraction de Tours, dont elle est une commune de la couronne,. Cette aire, qui regroupe 162 communes, est catégorisée dans les aires de 200 000 à moins de 700 000 habitants,.

### Occupation des sols
L'occupation des sols de la commune, telle qu'elle ressort de la base de données européenne d’occupation biophysique des sols Corine Land Cover (CLC), est marquée par l'importance des territoires agricoles (65,3 % en 2018), en diminution par rapport à 1990 (69,7 %). La répartition détaillée en 2018 est la suivante :
terres arables (60,2 %), zones urbanisées (19,5 %), forêts (11,3 %), eaux continentales (4 %), prairies (3,9 %), zones agricoles hétérogènes (1,2 %). L'évolution de l’occupation des sols de la commune et de ses infrastructures peut être observée sur les différentes représentations cartographiques du territoire : la carte de Cassini (XVIIIe siècle), la carte d'état-major (1820-1866) et les cartes ou photos aériennes de l'IGN pour la période actuelle (1950 à aujourd'hui).

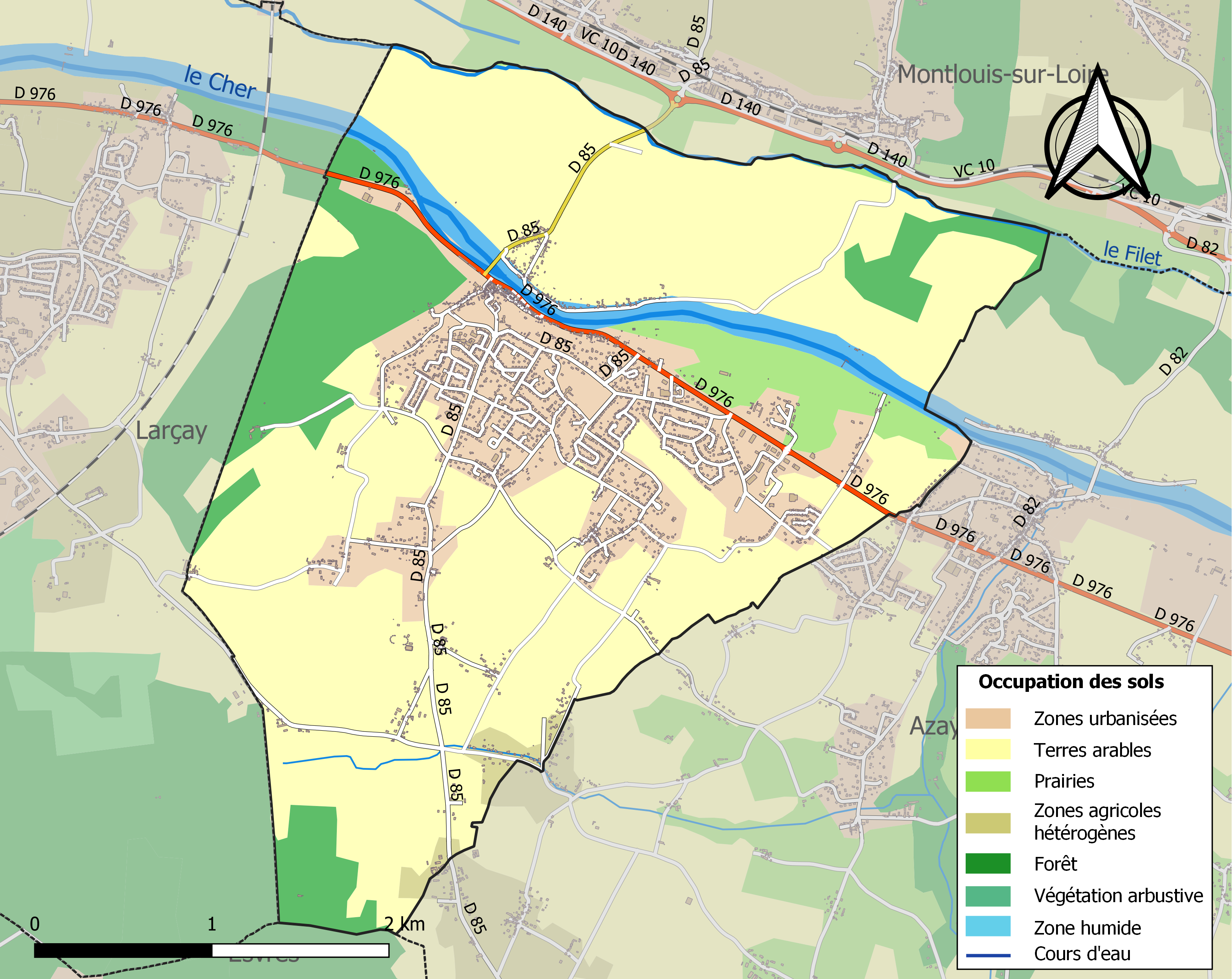
Carte des infrastructures et de l'occupation des sols de la commune en 2018 (CLC).

### Risques majeurs
Le territoire de la commune de Véretz est vulnérable à différents aléas naturels : météorologiques (tempête, orage, neige, grand froid, canicule ou sécheresse), inondations, mouvements de terrains et séisme (sismicité faible). Un site publié par le BRGM permet d'évaluer simplement et rapidement les risques d'un bien localisé soit par son adresse soit par le numéro de sa parcelle.
Certaines parties du territoire communal sont susceptibles d’être affectées par le risque d’inondation par débordement de cours d'eau, notamment le Cher et le Filet. La commune a été reconnue en état de catastrophe naturelle au titre des dommages causés par les inondations et coulées de boue survenues en 1996, 1999 et 2016,.

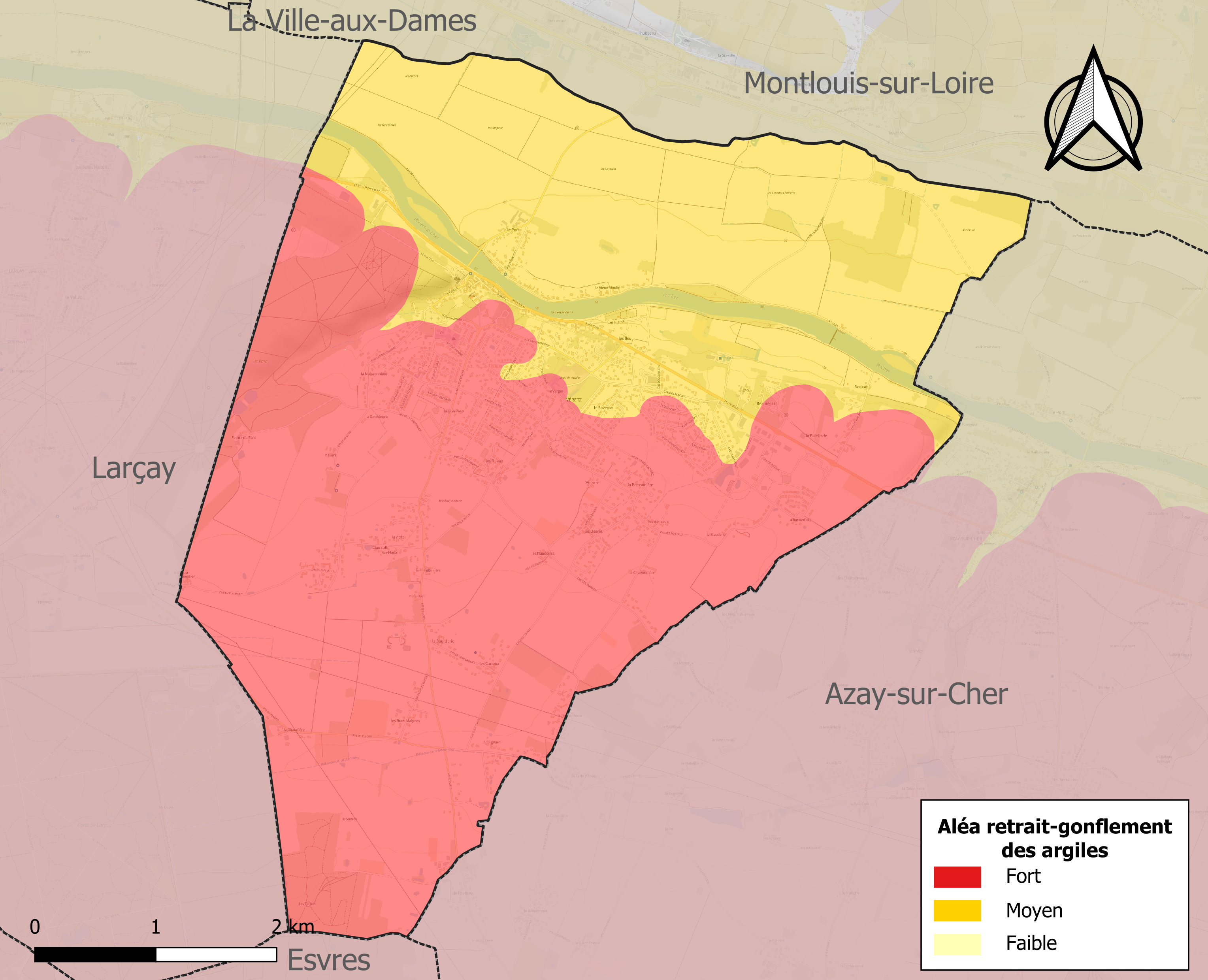
Carte des zones d'aléa retrait-gonflement des sols argileux de Véretz.

La commune est vulnérable au risque de mouvements de terrains constitué principalement du retrait-gonflement des sols argileux. Cet aléa est susceptible d'engendrer des dommages importants aux bâtiments en cas d’alternance de périodes de sécheresse et de pluie. La totalité de la commune est en aléa moyen ou fort (90,2 % au niveau départemental et 48,5 % au niveau national). Sur les 1 781 bâtiments dénombrés sur la commune en 2019, 1781 sont en aléa moyen ou fort, soit 100 %, à comparer aux 91 % au niveau départemental et 54 % au niveau national. Une cartographie de l'exposition du territoire national au retrait gonflement des sols argileux est disponible sur le site du BRGM,.
Concernant les mouvements de terrains, la commune a été reconnue en état de catastrophe naturelle au titre des dommages causés par la sécheresse en 1990, 1992, 1993, 2005, 2011 et 2019 et par des mouvements de terrain en 1999 et 2012.

## Toponymie
Le nom « Véretz » vient du bas-latin Virotius, qui est un nom de personne d’origine gauloise, le z étant muet et étymologiquement parasite.
Les anciennes attestations donnent successivement : De Verotio, 983 ;
Vairetum, XIIe s. (Bibliothèque nationale de France, collection Dom Housseau, charte de Hugues d’Amboise) ;
Vairet, Veret, XIIIe s. (Dom Housseau, charte du chapitre Saint-Martin de Tours) ;
S. Pierre de Veretz, chevalier, XIIIe s. (Bibliothèque nationale de France-Manuscrit français 17.128, p. 37) ;
In parochia de Varet, In parochia de Varez, début XIIIe s. (Cartulaire de l’archevêché de Tours, t. 2, no 312, Livre de Eschequeste, p. 291-292, 314) ;
Veretz, décembre 1366 (Archives Nationales-JJ 97, no 49, fol. 22) ;
Veretz, mai 1486 (Archives Nationales-JJ 218, no 7, fol. 3 v°) ;
Verets, XVIIIe s. (Carte de Cassini).

## Histoire
Une famille seigneuriale du nom de Véretz existe dès les XIIe – XIIIe siècles, avec Josselin (fl. 1190), André (1208), Pétronille (1212), ou Geoffroi de Véretz (1219). Puis on trouve comme seigneurs Gervais Coron (1228) et Pierre Coron (1275).
Durant la guerre de Cent Ans, le 11 septembre 1356, lors de la chevauchée du Prince noir l'armée anglo-gasconne traverse le Cher aux environs de Véretz.
Les XIVe – XVe siècles voient le règne de la famille Trousseau puis de ses descendants des maisons d'Avoir, de Bueil, de L'Isle-Bouchard et de La Trémoïlle : Guillaume Ier (1320) et Pierre Ier Trousseau († ~1340, chambellan du roi, seigneur de Launay-Trousseau — aujourd'hui Launay, commune de Lublé — Chasteaux-en-Anjou, Vaujours). De sa première femme, qui nous reste inconnue, Pierre Ier Trousseau eut Guillaume II (marié à Marguerite de Beauçay), et Marguerite Trousseau, laquelle épousa Hardouin Ier d'Avoir sire de Château-Fromont : d'où Jeanne d'Avoir, femme de Jean II de Bueil (né vers 1320-† vers 1366) et mère de Jean III de Bueil (~1340-1405) ; (de sa seconde épouse, la capétienne Isabelle de Dreux-Beu, Pierre Trousseau eut Pierre II Trousseau, dont Postérité : cf. Bruniquel). Jeanne de Bueil, fille de Jean III et sœur de Jean IV († 1415 à Azincourt), transmit Véretz à son mari Jean Ier de L'Isle, seigneur de L'Isle-Bouchard, Doué, Rochefort et Gençay († 1415, lui aussi tué à Azincourt).
Catherine de L'Isle (-Bouchard) (vers 1390/1395-1474), fille héritière de Jean Ier de L'Isle, transmit Véretz à ses quatre époux successifs : 1° Jean des Roches († 1416) ; 2° 1422 Hugues de Chalon comte de Tonnerre († 1424 à Verneuil), de qui elle garde en douaire Selles ; 3° 1424 Pierre de Giac, favori de Charles VII († exécuté en 1427) ; enfin 4° 1427 Georges de La Trémoïlle (1384-1446), également favori de Charles VII : d'où postérité, dont leur fils cadet Georges II (~1437-1481), et leur petit-fils Louis II de La Trémoïlle (1460-1525 à Pavie). Les La Trémoille cédèrent alors le fief à Jean de La Barre († 1534), comte d'Étampes en 1526, un fidèle du roi François Ier.
Vinrent alors le frère cadet de Jean de La Barre, l'archevêque de Tours Antoine de La Barre (1490-1548), puis deux gendres de Jean de La Barre : François Ier de Courtenay-Champignelles-Bléneau (1495-1561 ; x 1527 Marguerite de La Barre : Postérité), et Jean d'Estouteville-Villebon (fl. 1559 ; x 1523 Denise de La Barre. Postérité éteinte dès la 1re génération : notamment, leur fils Jean d'Estouteville, † en août 1565). La famille De Varie acquit ensuite Véretz, avec Jean (fl. 1564/1567) puis Pierre de Varie (1570 ; x Renée de Prie-Buzançais), et son gendre Paul de Coué de La Roche-Aguet (x Denise, fille de Pierre de Varie), qui vendit le 16 février 1595 à Pierre Forget de Fresnes († 1610). La seigneurie de Véretz se partagea ensuite entre les nombreux héritiers de Pierre Forget.
Puis Denis II Bouthillier de Rancé, président de la Chambre des Comptes de Dijon, mari de Charlotte Joly de Fleury, acquit progressivement l'ensemble du domaine entre août 1637 et 1639, avec Larçay. Ses fils Denis-François Le Bouthillier (1622-1640 ; aumônier du roi, abbé de Notre-Dame-du-Val, chanoine de Notre-Dame de Paris) et Armand-Jean Le Bouthillier (1626-1700 ; le célèbre abbé de Rancé) lui succédèrent à Véretz.
L'abbé de Rancé vendit en 1660 à Jean Coeffier de Ruzé d'Effiat (1622-1698), abbé de St-Sernin, de Trois-Fontaines et du Mont-St-Michel, fils du maréchal d'Effiat et frère benjamin du malheureux Cinq-Mars, contre 300 000 livres. Puis Véretz passe à son neveu Charles-Armand de La Porte (1632-1713), duc de La Meilleraye, de Mayenne et de Mazarin. Sa fille Marie-Charlotte de La Porte apporte Véretz à son époux le marquis Louis-Armand de Richelieu (1654-1730 ; fils de Jean-Baptiste Amador et petit-fils de François de Vignerot de Pont-Courlay, ce dernier étant un neveu du cardinal de Richelieu) : Parents, grands-parents et arrière-grands-parents des ducs d'Aiguillon et d'Agenois Armand-Louis (1683-1750), Emmanuel-Armand (1720-1788), et Armand-Désiré de Vignerot (1761-1800).

### Héraldique
| Blason de Véretz | Les armes de Véretz se blasonnent ainsi : De gueules au clocher adextré, accompagné en cœur de deux toits de château soutenus par un pont de trois piles senestré, le tout d'or soutenu d'une lettre V capitale du même supportant deux ondes aussi d'or. |

## Politique et administration

### Tendances politiques et résultats
| Scrutin             | Scrutin             | 1er tour | 1er tour | 1er tour | 1er tour | 1er tour  | 1er tour | 1er tour | 1er tour | 1er tour | 1er tour | 1er tour | 1er tour | 2d tour | 2d tour | 2d tour | 2d tour | 2d tour | 2d tour |
| Scrutin             | Scrutin             | 1er      | 1er      | %        | 2e       | 2e        | %        | 3e       | 3e       | %        | 4e       | 4e       | %        | 1er     | 1er     | %       | 2e      | 2e      | %       |
| ------------------- | ------------------- | -------- | -------- | -------- | -------- | --------- | -------- | -------- | -------- | -------- | -------- | -------- | -------- | ------- | ------- | ------- | ------- | ------- | ------- |
| Présidentielle 2017 | Présidentielle 2017 |          | EM       | 29,24    |          | LFI       | 18,67    |          | FN       | 17,90    |          | LR       | 17,27    |         | EM      | 73,55   |         | FN      | 26,45   |
| Présidentielle 2022 | Présidentielle 2022 |          | LREM     | 33,43    |          | LFI       | 20,81    |          | RN       | 20,07    |          | EELV     | 6,09     |         | LREM    | 66,44   |         | RN      | 33,56   |
| Législatives 2022   | 2e                  |          | RE-Ens   | 36,46    |          | LFI-Nupes | 29,04    |          | RN       | 18,31    |          | LR       | 5,56     |         | RE      | 53,13   |         | LFI     | 46,88   |
| Législatives 2024   | 2e                  |          | RE-Ens   | 31,96    |          | RN        | 30,56    |          | LFI-NFP  | 28,03    |          | LR       | 6,88     |         | RE      | 64,44   |         | RN      | 35,56   |

### Liste des maires
| Période                                  | Période                   | Identité           | Étiquette | Qualité              |
| ---------------------------------------- | ------------------------- | ------------------ | --------- | -------------------- |
| Les données manquantes sont à compléter. |                           |                    |           |                      |
| avant 1981                               |                           | Moïse Petibon      |           | Agriculteur          |
| mars 1989                                | mars 2008                 | Yvon Thalineau     | DVG       | Psychologue scolaire |
| mars 2008                                | mars 2014                 | Philippe Fraysse   | DVD       | Cadre bancaire       |
| mars 2014                                | 2020                      | Danielle Guillaume | DVG       |                      |
| mai 2020                                 | En cours (au 28 mai 2020) | Gilles Augereau    | DVD       |                      |

## Population et société

### Démographie
L'évolution du nombre d'habitants est connue à travers les recensements de la population effectués dans la commune depuis 1793. Pour les communes de moins de 10 000 habitants, une enquête de recensement portant sur toute la population est réalisée tous les cinq ans, les populations de référence des années intermédiaires étant quant à elles estimées par interpolation ou extrapolation. Pour la commune, le premier recensement exhaustif entrant dans le cadre du nouveau dispositif a été réalisé en 2008.

En 2022, la commune comptait 4 682 habitants, en évolution de +5,43 % par rapport à 2016 (Indre-et-Loire : +1,67 %, France hors Mayotte : +2,11 %).
| 1793 | 1800 | 1806 | 1821 | 1831 | 1836 | 1841 | 1846 | 1851 |
| ---- | ---- | ---- | ---- | ---- | ---- | ---- | ---- | ---- |
| 885  | 876  | 841  | 855  | 898  | 966  | 984  | 919  | 947  |

| 1856 | 1861 | 1866 | 1872 | 1876 | 1881 | 1886 | 1891 | 1896 |
| ---- | ---- | ---- | ---- | ---- | ---- | ---- | ---- | ---- |
| 923  | 935  | 906  | 845  | 869  | 860  | 851  | 779  | 787  |

| 1901 | 1906 | 1911 | 1921 | 1926 | 1931 | 1936 | 1946 | 1954 |
| ---- | ---- | ---- | ---- | ---- | ---- | ---- | ---- | ---- |
| 726  | 703  | 713  | 621  | 618  | 630  | 620  | 708  | 681  |

| 1962 | 1968  | 1975  | 1982  | 1990  | 1999  | 2006  | 2008  | 2013  |
| ---- | ----- | ----- | ----- | ----- | ----- | ----- | ----- | ----- |
| 864  | 1 009 | 1 315 | 2 313 | 2 709 | 3 020 | 3 829 | 4 056 | 4 388 |

| 2018  | 2022  | - | - | - | - | - | - | - |
| ----- | ----- | - | - | - | - | - | - | - |
| 4 551 | 4 682 | - | - | - | - | - | - | - |

### Enseignement
Véretz se situe dans l'Académie d'Orléans-Tours (Zone B) et dans la circonscription de Saint Pierre des Corps.
L'école maternelle "La petite Muse" et l'école élémentaire "Robert Doisneau" accueillent les élèves de la commune.

## Tourisme
Véretz a renoué avec la tradition de la batellerie, en développant le tourisme fluvial avec son association « Les mariniers du Jean Bricau », du nom du dernier batelier ayant exercé au village. Cette association propose des balades sur le Cher dans un fûtreau de construction traditionnelle.
Situé sur les rives du Cher à proximité de Tours, Véretz possède également un emplacement privilégié dans la région des châteaux de la Loire.

## Art et culture
Situé au cœur du vieux village dans une demeure de vigneron de la fin du XVIIIe siècle, le centre d'Art contemporain le Tunnel 37 présente toute l'année des expositions thématiques en peinture, sculpture et céramique.
L'été l'exposition "Jardin d'Artiste" s'ouvre sur le jardin romantique niché au pied de la falaise de tuffeau.

## Lieux et monuments

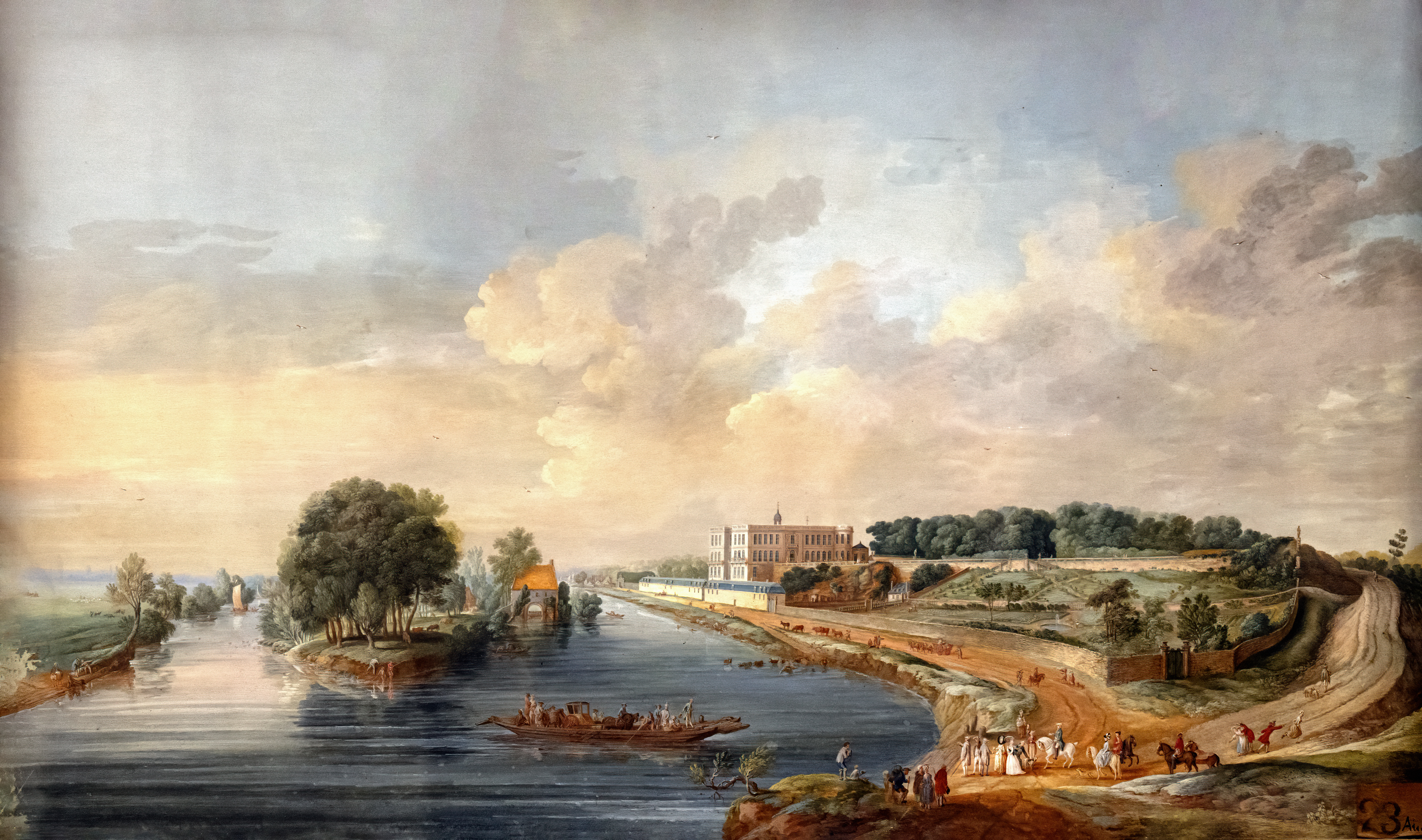
Vue du château du duc d'Aiguillon à Veretz, Henri-Joseph Van Blarenberghe 1771

- « Château de Véretz », reconstruit au XIXe siècle, domine la vallée du Cher à l'entrée du village[43] ;
- « La Chavonnière », grande maison de vigneron à deux ailes en équerre qui appartint à Paul-Louis Courier ;
- Monument à la mémoire de Courier qui date de 1876, sur la place centrale du bas-village (rénové) ; sa stèle funéraire de forme dite « en borne », identique à celle de son père, sont dans le cimetière communal ;
- Manoir de « La Gagnerie » (XIIIe (bâtiment religieux)/XVe (métairie du château), extension XVIIIe);
- Manoir de « La Pidellerie » (XVe/XIXe siècles) ;
- Manoir de La Manse au lieu-dit la Guérinière (XXe siècle) ;
- Église Notre-Dame du XVIe siècle : nef ogivale, chapelle seigneuriale formant tribune, transept saillant, chœur de deux travées, clocher à base XIIe et étages XVIe siècle.
- Portion du canal de l'aqueduc romain de Tours (appelé aqueduc de Fontenay) déplacée et exposée à l'entrée du camping municipal.

## Personnalités liées à la commune
- Gabrielle d'Estrées (1573 ?-1591), favorite d’Henri IV née au château de la Bourdaisière en 1565, venait se déshabiller dans sa maison du quai Henri IV à Véretz pour se baigner dans le Cher[réf. souhaitée].
- Madame de Sévigné (1626-1696), la célèbre épistolière, rendit régulièrement visite à son ami l'abbé d'Effiat, dans le château de Véretz, qu'elle décrivait comme « la maison qui passe tout ce que vous avez vu de beau, d'agréable, de magnifique ».
- Après y avoir passé une partie de son enfance et de sa jeunesse, c'est au château de Véretz que se retire Armand Jean Le Bouthillier de Rancé (1626-1700) avant sa retraite définitive à La Trappe.
- En 1735, le duc d'Aiguillon aurait formé et fit imprimer sous ses yeux à Veretz, à un très petit nombre d'exemplaires, « un recueil des pièces les plus libres connues alors », sous ces mots : A Anconne, chez Uriel Bandant, à l'enseigne de la liberté (la reliure formant portefeuille est dotée d'une serrure et d'une clef) ; y figure, entre autres inédits, la traduction des Noels bourguignons de La Monnoye. L'exemplaire qui figura dans les bibliothèques du duc de La Vallière, du duc de Rivoli (vente de 1839), de Pierre Louÿs (vente de 1930) - que celui-ci enrichi de longues notes autographes sur l'ouvrage et son auteur - passa dans celle de Sacha Guitry (no 87 du catalogue de la vente du 25/03/1976 - arch. pers.).
- En 1765-1766, Emmanuel Armand de Vignerot du Plessis, duc d'Aiguillon, vécut au château de Véretz, avec son épouse : « les fêtes succédèrent aux fêtes ; on donna une foule de pièces, sur une scène improvisée ». On y donna également de nombreux extraits d'œuvres lyriques françaises. Le nom de Mademoiselle Lupot, jeune soprano (« premier dessus ») orléanaise issue de la dynastie des luthiers Lupot, figure sur plusieurs partitions du Fonds d’Aiguillon, conservé aux Archives départementales de Lot-et-Garonne[44].
- Paul-Louis Courier, pamphlétaire français né à Paris en 1772 et mort assassiné dans la forêt de Larçay en 1825, a passé la dernière partie de sa vie vigneron de son état, dans la ferme de « La Chavonnière ».
- Eugène Bizeau, poète anarchiste, né et décédé à Véretz (1883-1989) ; la salle des fêtes porte son nom.
- A.D.G., de son vrai nom Alain Fournier (1947-2004), journaliste d'extrême droite et auteur de romans policiers, né à Véretz le 19 décembre 1947, inhumé au cimetière de la commune.
- L'actrice Mélanie Bernier (1985 -) a vécu à Véretz pendant son enfance[45].